# NGC 3297
NGC 3297 је лентикуларна галаксија у сазвежђу Хидра која се налази на NGC листи објеката дубоког неба.
Деклинација објекта је - 12° 40' 16" а ректасцензија 10h 33m 11,7s. Привидна величина (магнитуда) објекта NGC 3297 износи 14,5 а фотографска магнитуда 15,5. NGC 3297 је још познат и под ознакама NPM1G -12.0326, PGC 31189.